# ヴィルデンラート試験線

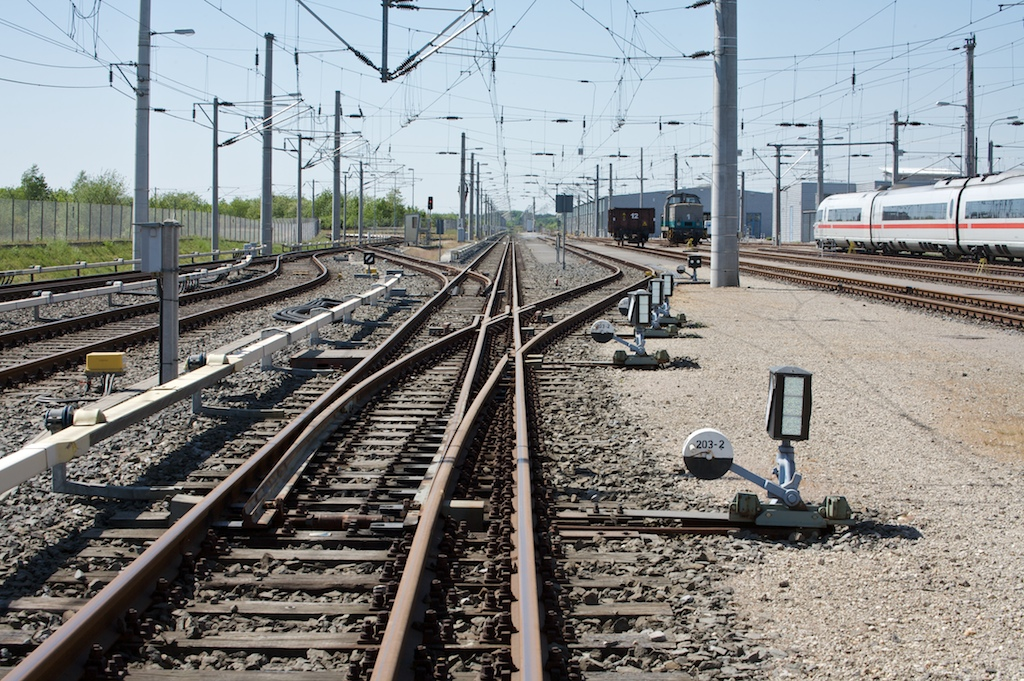

ヴィルデンラート試験線（ヴィルデンラートしけんせん、ドイツ語 :Prüfcenter Wegberg-Wildenrath）は、新しい鉄道車両の研究と開発のために設けられた。その一方、すべての鉄道車両の形式承認のための試験のほか、短距離・長距離の鉄道施設の実際のしかも極限の条件下での試験も受託する。このセンターは、ドイツのノルトライン＝ヴェストファーレン州、ヴェグベルク＝ヴィルデンラートにシーメンス・モビリティ社の一組織として所在している。
この施設は、もとドイツ駐留イギリス空軍のヴィルデンラート基地であった35haの敷地を利用して、1997年に運用を開始した。専用側線を介してドイツ鉄道のネットワークに接続されている。
センター内の総延長28kmの線路は、2つの環状線と3つの試験線から構成される。標準軌間のほかに1000mmゲージの軌道も用意されている。内周の環状線は路面電車のために用いられる。半径約700mの曲線を有する延長6.1kmの外周の環状線は、最高速度160km/hであり、半径300mの曲線を有する延長2.5kmの内周線の最高速度は100km/hである。延長1.4kmの直線コースは乾燥条件下で80km/hの速度までが可能である。2つの短い試験線はそれぞれ4％と7％の勾配、半径50、25、15mの曲線を有する。電気車への電力供給としては、架空電車線方式と第三軌条方式があり、異なる電源方式を選択できる。大きいほうの環状線には、ETCSと、ドイツのATSシステムの一種であるPZBが敷設されており、一時的に他の信号システムも設置できる。また試験センターには試験台を備えた工場棟も併設されている。
シーメンスはこの試験施設を、ほかの鉄道車両製造メーカーにも開放している。この施設には2010年初までに1.1億ユーロが投じられ、約250人が働いている。

## 参考
- de:Prüfcenter Wegberg-Wildenrath （ドイツ語）